# Travelers Tower
La Travelers Tower est un gratte-ciel de bureaux de 161 mètres de hauteur construit à Hartford dans le Connecticut aux États-Unis en 1919.
À sa construction c'était le septième plus haut immeuble du monde et il fut le plus haut immeuble de la Nouvelle-Angleterre jusqu’à l’ouverture de la Prudential Tower de Boston en 1964.
C'est le plus ancien gratte-ciel d’Hartford. C'est actuellement le deuxième plus haut bâtiment de Hartford après la City Place I.
L'immeuble a été construit dans un style néoclassique.